# Лубенецька волость
Лубенецька волость — історична адміністративно-територіальна одиниця Чигиринського повіту Київської губернії з центром у селі Лубенці.
Станом на 1886 рік складалася з 4 поселень, 4 сільських громад. Населення — 1865 осіб (917 чоловічої статі та 948 — жіночої), 286 дворових господарств.
Наприкінці 1880-х років волость приєднано до Головківської волості.
|                     | Площа, десятин | У тому числі орної, дес. |
| ------------------- | -------------- | ------------------------ |
| Сільських громад    | 1147           | 896                      |
| Приватної власності | 2643           | 1026                     |
| Іншої власності     | 68             | 60                       |
| Загалом             | 3858           | 1982                     |

Поселення волості:
- Лубенці — колишнє власницьке село за 37 верст від повітового міста, 424 осіб, 90 дворів, православна церква, школа, постоялий будинок, 2 водяних і 2 вітряних млини.
- Деминки — колишнє власницьке село при річці Тясмин, 501 особа, 55 дворів, постоялий будинок, 3 вітряних млини.
- Замитница — колишнє власницьке село при річці Тясмин, 361 особа, 57 дворів, 3 вітряних млини, винокурний завод.
- Куликівка — колишнє державне село при безіменній річці, 446 осіб, 84 двори, православна церква, постоялий будинок, водяний і 3 вітряних млини, цегельний завод.